# Barnatorkú partifecske
A barnatorkú partifecske (Riparia paludicola) a madarak osztályának a verébalakúak (Passeriformes) rendjébe, ezen belül a fecskefélék (Hirundinidae) családjába tartozó faj.

## Előfordulása
Ázsiában Afganisztán, Banglades, Bhután, Kambodzsa, Kína, India, Laosz, Mianmar, Nepál, Pakisztán, a Fülöp-szigetek, Tajvan, Tádzsikisztán, Thaiföld, Türkmenisztán, Üzbegisztán és Vietnám; valamint Afrikában Angola, Benin, Bissau-Guinea, Botswana, Burkina Faso, Burundi, a Dél-afrikai Köztársaság, Kamerun, a Közép-afrikai Köztársaság, Csád, Kongói Demokratikus Köztársaság, Eritrea, Etiópia, Gambia, Ghána, Guinea, Kenya, Lesotho, Madagaszkár, Malawi, Mali, Mauritánia, Marokkó, Mozambik, Namíbia, Niger, Nigéria, Ruanda, Szenegál, Szudán, Szváziföld, Tanzánia, Togo, Uganda, Zambia és Zimbabwe területén honos. Kóborlásai során eljut Elefántcsontpartba, Egyiptomba, Hongkongba, Iránba, Izraelbe, a Maldív-szigetekre,  Ománba, Szomáliába, Egyesült Arab Emírségekbe is. Folyók partvonalát követi.

## Alfajai
- R. p. mauritanica (Meade-Waldo, 1901) – nyugat-Marokkó;
- R. p. minor (Cabanis, 1850) – Szenegambiától (nem folytonosan) Eritreáig;
- R. p. schoensis (Reichenow, 1920) – Etiópia hegyvidéke;
- R. p. newtoni (Bannerman, 1937) – délkelet-Nigéria, nyugat-Kamerun;
- R. p. ducis (Reichenow, 1908) – kelet-Kongói Demokratikus Köztársaság, Uganda, nyugat- és közép-Kenyától Burundiig, észak- és közép-Tanzániáig;
- R. p. paludicola (Vieillot, 1817) – nyugat, délnyugat-Angola, Zambiától, dél-Tanzániától és Malawitól a Dél-afrikai Köztársaságig;
- R. p. cowani (Sharpe, 1882) – kelet-Madagaszkár;
- R. p. chinensis (J. E. Gray, 1830) – dél-Tádzsikisztán, észak-Afganisztán, Pakisztán, észak-Indiától Mianmarig, dél-Kínáig, Indokínáig, Tajvan (egyes rendszerezések szerint külön faj, Riparia chinensis;
- R. p. tantilla Riley, 1935 – észak-Fülöp-szigetek (egyes rendszerezések szerint a Riparia chinensis alfaja, Riparia chinensis tantilla).

## Megjelenése
Testhossza 12 centiméter. Színei hasonlítanak az ismertebb partifecskéhez.

## Életmódja
Kisméretű rovarokat zsákmányol.

## Szaporodás

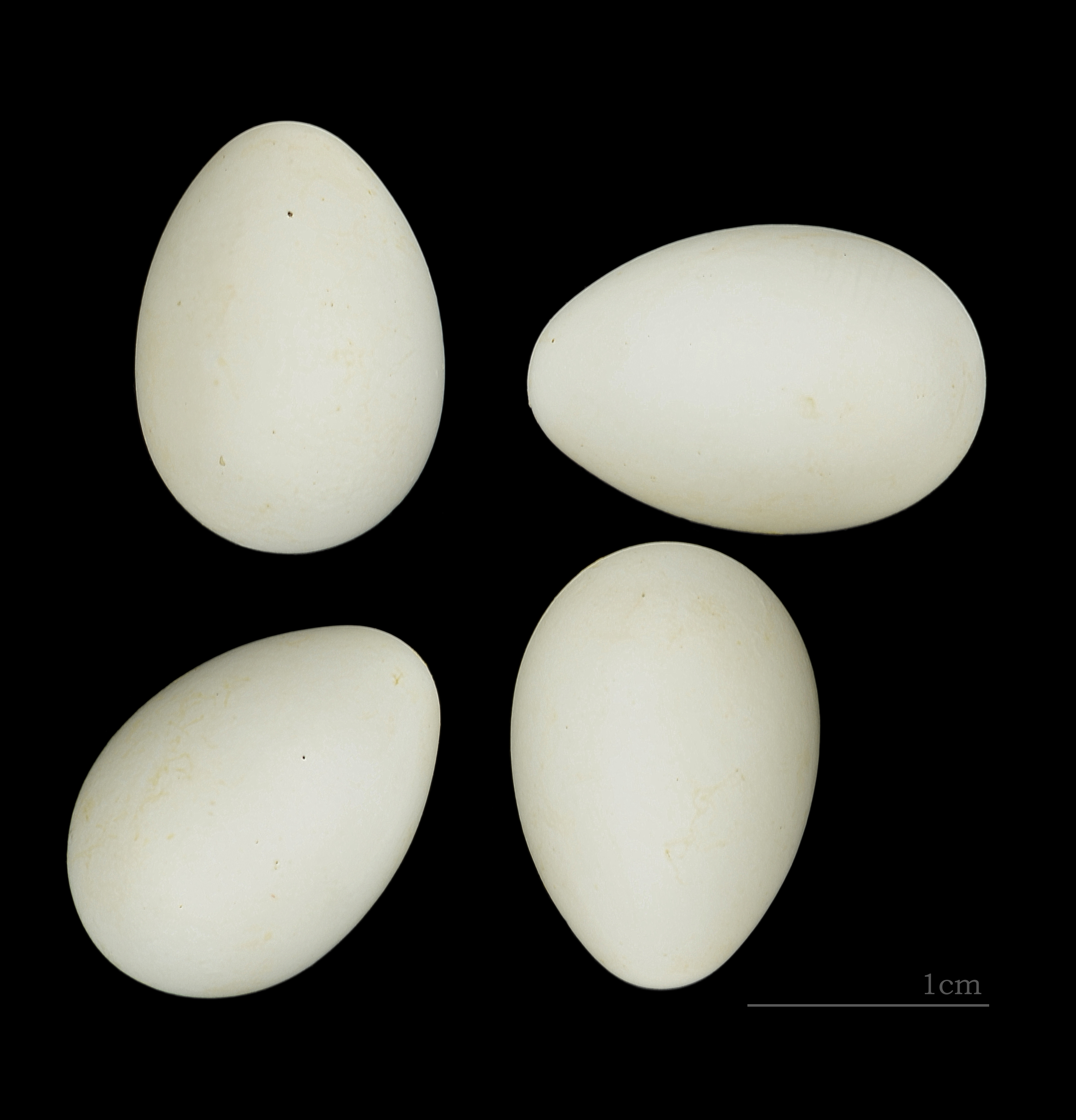
Riparia paludicola

30–60 centiméter hosszú költőüreget készít.